# Echinocactus
Genre
Echinocactus est un genre de la famille des cactus composé de nombreuses espèces.
Le nom vient du grec ancien echino "épineux".
Les sujets sont de grande taille avec des petites fleurs. Ils demandent tous beaucoup de soleil.
Ils proviennent du sud des États-Unis et du nord du Mexique.
Des révisions de taxonomie ont transféré certaines espèces vers le genre Ferocactus.
L'espèce la plus connue était Echinocactus grusonii dénommée maintenant Kroenleinia grusonii du centre du Mexique parfois appelées « coussin de belle-mère » ou en anglais « Golden Barrel Cactus » (« Cactus tonneau d'or »).

## Liste des espèces
Selon GBIF (10 juin 2024) :
- Echinocactus acanthion Hort.Berol. ex Pfeiff., 1837
- Echinocactus acanthion Salm-Dyck
- Echinocactus acrocanthus D.C.Stieber, 1847
- Echinocactus acutispinus Hildm.
- Echinocactus adversispinus Muehlenpf.
- Echinocactus amazonicus Witt
- Echinocactus anconianus J.Forbes
- Echinocactus anitaii Fabregat, 1946
- Echinocactus arcuatus G.Don, 1834
- Echinocactus arechavaletae K.Schum., 1905
- Echinocactus armatissimus C.F.Först.
- Echinocactus arrectus Otto
- Echinocactus arrectus Otto ex Labour., 1853
- Echinocactus aureicentrua Backeb.
- Echinocactus aureicentrus Backeb.
- Echinocactus barcelona Cact.Journ.
- Echinocactus bolansis Runge
- Echinocactus brachiatus Labour., 1853
- Echinocactus brachycentrus Salm-Dyck
- Echinocactus buckii 1859
- Echinocactus californicus Monv.
- Echinocactus californicus hort. ex C.F.Först.
- Echinocactus candidus Lawr.
- Echinocactus capillaris Schick, 1923
- Echinocactus castaniensis F.A.C.Weber
- Echinocactus castaniensis Miers
- Echinocactus castaniensis hort. ex Schelle
- Echinocactus celsianus Labour. ex K.Schum.
- Echinocactus ceratitis Salm-Dyck
- Echinocactus cerebriformis Macloskie
- Echinocactus cereiformis DC.
- Echinocactus chereaunianus Cels ex F.A.C.Weber, 1896
- Echinocactus chereaunianus J.F.Cels
- Echinocactus chloropthalmus Hook.
- Echinocactus concinnus Hook., 1844
- Echinocactus confertus Foerster
- Echinocactus conimamma Linke ex K.Schum.
- Echinocactus conquades Foerster
- Echinocactus copoldi K.Schum.
- Echinocactus cornacanthus Scheidw., 1841
- Echinocactus criocereus Lem.
- Echinocactus criocerus Lem. ex Labour.
- Echinocactus cristatus Lawr.
- Echinocactus cummingii Salm-Dyck
- Echinocactus cupulatus Foerster
- Echinocactus cylindricus hort. ex J.Forbes, 1837
- Echinocactus darrahii K.Schum.
- Echinocactus debilispinus A.Berg
- Echinocactus deflexispinus Gruson
- Echinocactus densus Steud.
- Echinocactus deppii Link & Otto ex Steud., 1840
- Echinocactus dicracanthus hort. ex Forbes
- Echinocactus dolichocentrus Salm-Dyck
- Echinocactus drageanus Moerder
- Echinocactus dregeanus W.Moeller
- Echinocactus durangensis Runge ex K.Schum.
- Echinocactus echinatus J.Forbes
- Echinocactus echinoides Lem.
- Echinocactus elatior Lem.
- Echinocactus ellemeetii Miq.
- Echinocactus erinaceus Sweet, 1830
- Echinocactus eudoxius Fabregat, 1946
- Echinocactus fennellii F.Haage
- Echinocactus fennellii F.Haage ex K.Schum., 1898
- Echinocactus ferox Spreng.
- Echinocactus flavicoma Endl.
- Echinocactus flexuosus A.Dietr.
- Echinocactus fluctuosus A.Dietr.
- Echinocactus foersteri Stieber
- Echinocactus foliosus Steud.
- Echinocactus gasseri hort. ex Borg
- Echinocactus gigas Pfeiffer ex Foerster
- Echinocactus gilliesii Salm-Dyck
- Echinocactus gilliesii hort. ex J.Forbes, 1837
- Echinocactus glabrescens F.A.C.Weber
- Echinocactus gracilis hort. ex C.F.Först., 1846
- Echinocactus gracillimus Monv.
- Echinocactus griseispinus Jacobi
- Echinocactus haagei
- Echinocactus hamatocanthus Muehlenpf., 1846
- Echinocactus hastatus Hopffer ex C.F.Först., 1846
- Echinocactus hemifossus Lem.
- Echinocactus hexacanthus Muehlenpf.
- Echinocactus hexaedrus Scheidw.
- Echinocactus heyderi A.Dietr.
- Echinocactus heynei Markgr.
- Echinocactus histricacanthus Hemsl.
- Echinocactus hoffmannseggii K.Schum.
- Echinocactus hookeri Muehlenpf.
- Echinocactus horizonthalonius Lem.
- Echinocactus hybocentrus Lehm. ex Pfeiff.
- Echinocactus hystrichocentrus A.Berg
- Echinocactus hystrichodes Lem.
- Echinocactus hystrichodes Monv. ex Labour., 1853
- Echinocactus hystrix Monv. ex Labour.
- Echinocactus inflatus Gillies ex Steudel
- Echinocactus insignis Haage Jr.
- Echinocactus interruptus Hort.Berol. ex Pfeiff., 1837
- Echinocactus intricatus Lem. ex Pfeiff.
- Echinocactus intricatus Salm-Dyck, 1845
- Echinocactus junori Turcz. ex Kar. & Kir.
- Echinocactus jussianus Lem.
- Echinocactus karwinskianus Burkart
- Echinocactus korethroides Graessner
- Echinocactus kovaricii Frič ex A.Berger, 1929
- Echinocactus krausei Hildm., 1896
- Echinocactus labouretii Foerster
- Echinocactus lancifer Rchb.
- Echinocactus latispinosus Link & Otto
- Echinocactus latispinus (Haw.) C.F.Först., 1846
- Echinocactus lemarii Monv. ex Lem.
- Echinocactus leonensis Cels
- Echinocactus leonensis K.Schum.
- Echinocactus leonensis Rümpler, 1886
- Echinocactus leopoldii hort. ex Schelle
- Echinocactus limitus Engelm., 1896
- Echinocactus lindleya C.F.Först.
- Echinocactus linkeanus A.Dietr.
- Echinocactus linkii Lehm.
- Echinocactus longispinus Scheidweiler
- Echinocactus lutens Britton & Rose
- Echinocactus maabii Heese
- Echinocactus macleanii Hemsl.
- Echinocactus macrocephalus Muehlenpf.
- Echinocactus malletianus Lem.
- Echinocactus mamillosus Lem.
- Echinocactus mamillosus Lem. ex Salm-Dyck
- Echinocactus mammillifer Miq.
- Echinocactus mammillosus Lem. ex C.F.Först., 1846
- Echinocactus marisianus Galeotti ex K.Schum.
- Echinocactus marquinatus Salm-Dyck
- Echinocactus megapotamicus Osten
- Echinocactus melanacanthus Monv.
- Echinocactus merckeri Hildm.
- Echinocactus micracanthus Fennel ex C.F.Först., 1846
- Echinocactus micracanthus Fennell
- Echinocactus montevidensis G.Don, 1839
- Echinocactus montevidensis hort. ex J.Forbes, 1837
- Echinocactus multangularis Voigt ex Schumann
- Echinocactus multicostatus Hildm., 1890
- Echinocactus mutabilis C.F.Först.
- Echinocactus neumannianus Cels ex Salm-Dyck
- Echinocactus nummularioides Steud.
- Echinocactus ochroleucus Jacobi
- Echinocactus octacanthus Muehlenpf.
- Echinocactus odierianus Monv.
- Echinocactus olacogonus Audot
- Echinocactus oligacanthus Salm-Dyck
- Echinocactus oreptilis Haage
- Echinocactus oreptilis Haage ex C.F.Först., 1846
- Echinocactus oxyacanthus J.Forbes
- Echinocactus parryi Engelm.
- Echinocactus pelachicus Markgr.
- Echinocactus pepinianus Cels ex Salm-Dyck
- Echinocactus pepinianus K.Schum.
- Echinocactus pepinianus Lem.
- Echinocactus pfeifferi Zucc.
- Echinocactus phyllantoides Lem. ex Labour., 1853
- Echinocactus placentiformis Lehm. ex C.F.Först.
- Echinocactus platyacanthus Link & Otto
- Echinocactus platycarpus Foerster
- Echinocactus plicatilis Irmsch.
- Echinocactus pluricostatus Gagnep.
- Echinocactus polycephalus Engelm. & J.M.Bigelow
- Echinocactus praegnacanthus C.F.Först.
- Echinocactus pseudocereus Meinsh.
- Echinocactus pulverulentus Muehlenpf.
- Echinocactus punctulatus Kitag.
- Echinocactus purpureus Y.C.Chu
- Echinocactus pyramidatus C.F.Först.
- Echinocactus quadrinatus Wegener
- Echinocactus rapa Fisch. & C.A.Mey. ex Regel
- Echinocactus raphidacanthus Salm-Dyck
- Echinocactus raphidocentrus Jacobi
- Echinocactus rebutii F.A.C.Weber
- Echinocactus retusus Scheidw. ex C.F.Först., 1846
- Echinocactus retusus Scheidweiler
- Echinocactus rhodanthus J.Forbes
- Echinocactus rhodophthalmus Hook.
- Echinocactus rosaceus Otto
- Echinocactus rosaceus hort. ex Pfeiff., 1837
- Echinocactus rotherianus F.Haage ex H.Quehl
- Echinocactus rotherianus F.Haage, 1899
- Echinocactus ruberrimus Fabregat, 1946
- Echinocactus rubrispinus L.M.Ford, 1899
- Echinocactus russanthus D.Weniger, 1969
- Echinocactus salmianus Cels
- Echinocactus salmii Jacobi
- Echinocactus schilinzkyanus F.Haage, 1897
- Echinocactus schlumbergeri Cels
- Echinocactus sclerothrix Lehm.
- Echinocactus sessiliflorus Pfeiff.
- Echinocactus sessiliflorus hort. ex J.Forbes, 1837
- Echinocactus sickmannii Lehm. ex Steud., 1840
- Echinocactus sickmannii Liebm.
- Echinocactus siekmannii Hort.Berol. ex C.F.Först., 1846
- Echinocactus sigelianus Schick, 1923
- Echinocactus soehrensii K.Schum.
- Echinocactus sohrensii K.Schum., 1901
- Echinocactus sparathacanthus Mart.
- Echinocactus sparathacanthus Mart. ex C.F.Först., 1846
- Echinocactus spectabilis Pfeiff.
- Echinocactus spegazzinii F.A.C.Weber, 1903
- Echinocactus spinosior Brandegee ex Purpus
- Echinocactus spinosissimus J.Forbes
- Echinocactus spinosissmus J.Forbes
- Echinocactus steinesii Hook. ex Salm-Dyck
- Echinocactus stenogonus hort. ex Schelle
- Echinocactus subgrandicornis Haage
- Echinocactus subgrandicornis Haage ex C.F.Först., 1846
- Echinocactus subniger Poselg. ex C.F.Först. & Rümpler
- Echinocactus subterraneus Graessner, 1935
- Echinocactus subuliferus hort. ex Pfeiff., 1837
- Echinocactus sulcatus Link & Otto ex Steud., 1840
- Echinocactus sutterianus Schick, 1923
- Echinocactus tabularis Cels ex F.A.C.Weber, 1896
- Echinocactus tenuiflorus Link
- Echinocactus tenuiflorus Link ex Salm-Dyck
- Echinocactus teretispinus Lem.
- Echinocactus terscheckii Rchb.
- Echinocactus tetracentrus Lem.
- Echinocactus tetraxiphus Otto ex Salm-Dyck
- Echinocactus texensis Hopffer
- Echinocactus thelephorus Hortus
- Echinocactus thelephorus hort. ex J.Forbes, 1837
- Echinocactus theloideus Salm-Dyck
- Echinocactus tilcarensis Backeb.
- Echinocactus towensis Cels
- Echinocactus tribolacanthus Monv.
- Echinocactus tribolacanthus Monv. ex Labour.
- Echinocactus trifurcatus Jacobi
- Echinocactus trollietii Rebut ex Carp, 1895
- Echinocactus tubiflorus Hort.Angl. ex Pfeiff., 1837
- Echinocactus urselianus Anon.
- Echinocactus uruguensis K.Schum.
- Echinocactus vargasii Regel & E.Klein bis
- Echinocactus velenovskyi Frič, 1924
- Echinocactus verutum Foerster
- Echinocactus villifer Scheidw.
- Echinocactus villiferus Scheidw. ex C.F.Först., 1846
- Echinocactus villosus Lem. ex Salm-Dyck
- Echinocactus wangertii Labour.
- Echinocactus wegeneri Salm-Dyck
- Echinocactus weingartianus F.Haage, 1899
- Echinocactus weingartianus Haage Jr.
- Echinocactus wilhelmii S.A.Mori
- Echinocactus wislizen Engelm.
- Echinocactus xanthacanthus hort. ex J.Forbes, 1837
- Echinocactus ×constrictus Hildm.
- Echinocactus ×diabolicus (Halda, L.Vacek & Vasko) Janeba
- Echinofossulocactus bravoae Whitm., 1934
- Echinofossulocactus carneus Whitm., 1934
- Echinofossulocactus esperanzaensis Whitm., 1934
- Echinofossulocactus gasseri Whitm., 1934
- Echinofossulocactus grisacanthus Whitm., 1934
- Echinofossulocactus harrisii Lawr.
- Echinofossulocactus ignotus-venosus Lawr.
- Echinofossulocactus micracanthus Lawr.
- Echinofossulocactus ochoterenanus P.V.Heath
- Echinofossulocactus rectospinus Whitm., 1934
- Echinofossulocactus sphacelatus Whitm., 1934
- Echinofossulocactus tegelbergii Schütz, 1972

Echinocactus a pour synonymes :
- Astrophyton
- Brittonrosea Speg.
- Echinofossulocactus Lawr.
- Efossus Orcutt
- Emorycactus Doweld
- Homalocephala Britton & Rose
- Meyerocactus Doweld
- ×Echinocephala M.H.J.van der Meer